# Charlotte Weyrother-Mohr Piepenhagen
Charlotte Weyrother-Mohr Piepenhagen (19. října 1821, Praha-Staré Město – 3. ledna 1902, Praha-Malá Strana) byla česká resp. českoněmecká malířka a významná mecenáška.

## Život
Charlotta a její mladší sestra Louisa Kannengiesser-Piepenhagen studovaly soukromě malířství u svého otce Augusta Friedricha Piepenhagena, protože v jejich době školy nepřijímaly studenty ženského pohlaví.
Poprvé se provdala roku 1852 za pražského literáta a malostranského učitele Klementa rytíře Weyrothera (1.2.1809 Praha-10.6.1876 Karlovy Vary), který psal v romantickém stylu psal o českých, zvláště pražských pověstech (kniha Prager Sagen 1863, časopisecké stati), přispíval do Prager Zeitung a ve snaze proniknout do politiky založil list Staats-Bürgerzeitung. V následujících dvou letech Charlotta procestovala s otcem a sestrou Louisou Německo, Francii a Belgii, v roce 1866 cestovala s otcem a sestrou do Německa.
Roku 1872 žila ve Vídni. Po smrti prvního manžela se roku 1879 znovu provdala za plukovníka Karla Mohra, svobodného pána z Ehrenfeldu (1812-1885), s nímž bydlela v Praze. V letech 1881 a 1884 navštívila Itálii. Roku 1885 znovu ovdověla, obě její manželství zůstala bezdětná.
V roce 1888 koupila v Praze dům, kde zřídila soukromou výtvarnou školu pro dívky. Svůj majetek 56 tisíc zlatých odkázala Nadaci pro podporu mladých krajinářů. Díky Nadaci mohl roku 1907 vycestovat do Paříže Antonín Slavíček.
Od roku 1838 vystavovala s Krasoumnou jednotou (německy Künstlerverein für Böhmen, členkou byla 1878–1890) v Praze a v letech 1872–1886 ve Vídeňském domě umělců (Wiener Künstlerhaus). V roce 1879 se zúčastnila Mezinárodní umělecké výstavy v Mnichově.
Zemřela roku 1902 a byla pohřbena na Olšanských hřbitovech.

## Dílo
Charlotte malovala romantické krajiny ve stylu svého otce. Aranžovala scény s horskými krajinami, jezery a vodopády nebo intimní lesní zákoutí. Po smrti otce využívala jeho vzorníky, které zasílal zákazníkům. Koncem 19. století opustila romantismus a dopracovala se k realistické malbě.
Zabývala se také litografií.

### Zastoupení ve sbírkách
- Národní galerie v Praze
- Galerie hlavního města Prahy
- Kancelář prezidenta České republiky, Praha
- Oblastní galerie v Liberci
- Oblastní galerie Vysočiny v Jihlavě

## Galerie

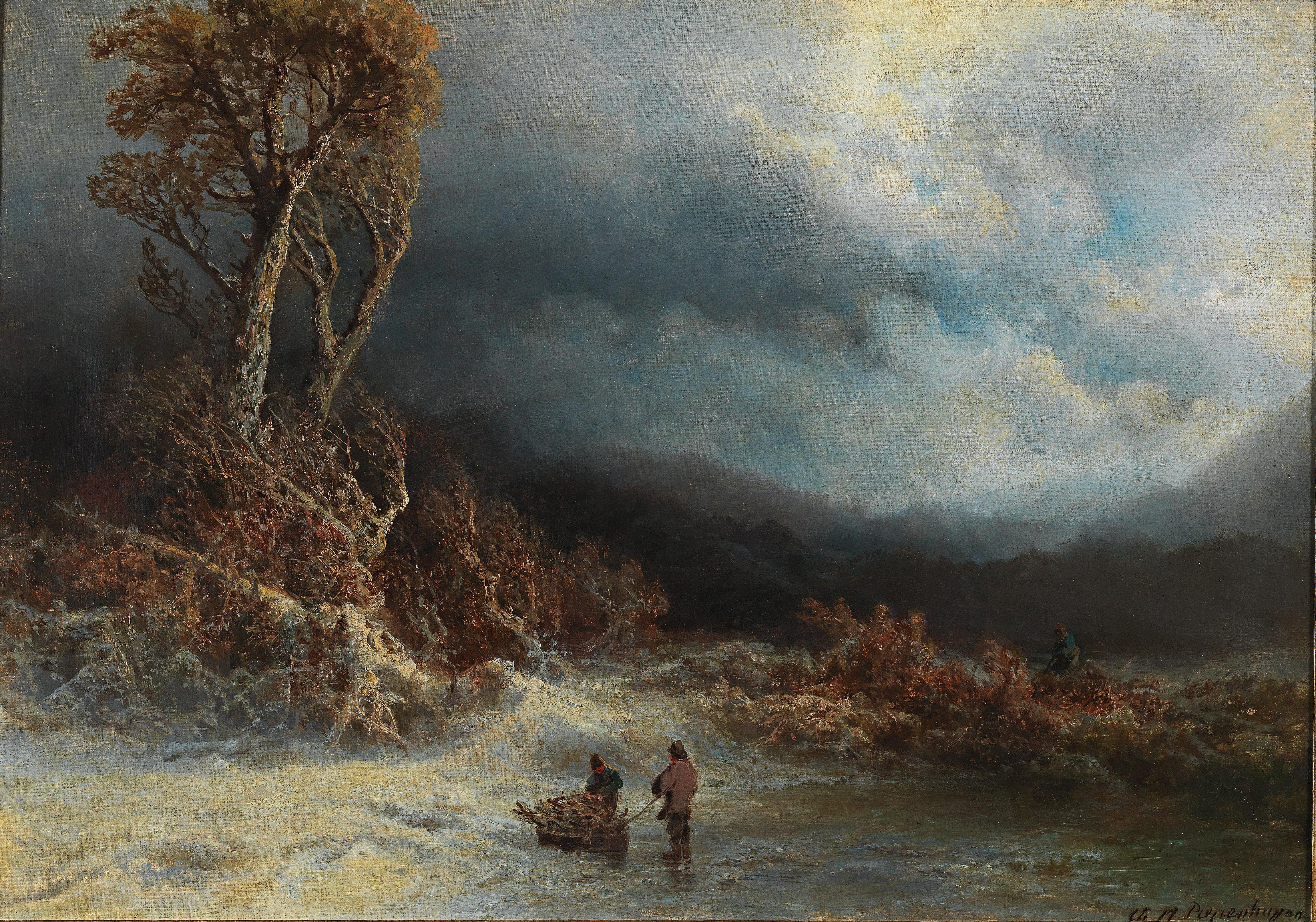
Charlotte Piepenhagen – Zimní krajina se sběrači dřeva (před 1902)
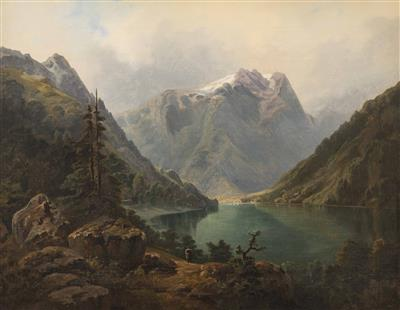
Charlotte Piepenhagen - Alpská scenérie
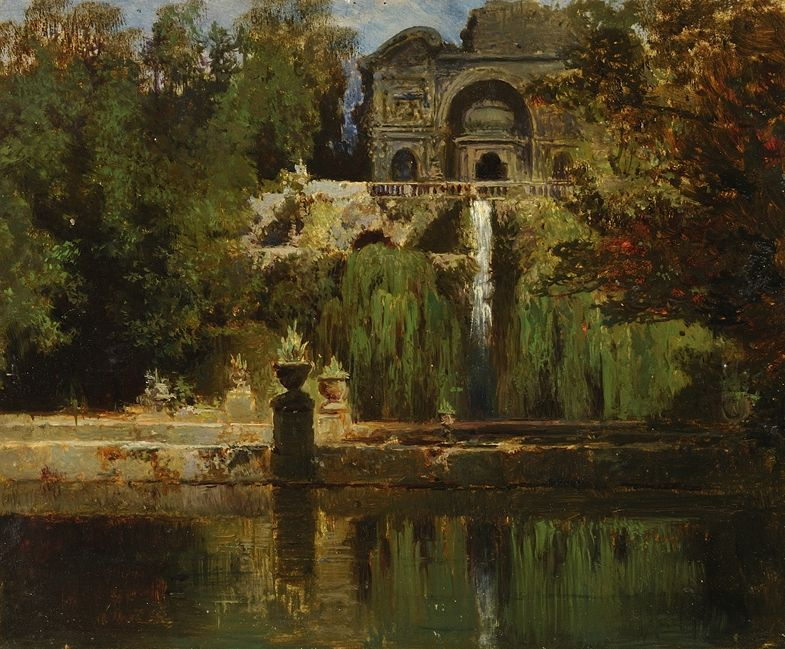
Charlotte Piepenhagen - Zahrada u vily d'Este (1884)

### Výstavy
- 2004 45. Výtvarné Hlinecko 2004. August Bedřich, Charlotta a Louisa Piepenhagagenovi, Městské muzeum a galerie v Hlinsku
- 2009/2010 August Bedřich, Charlotta a Louisa Piepenhagenovi, Klášter sv. Jiří, Národní galerie v Praze